# Oh Joo-han
Oh Joo-han (koreanisch 오주한; * 20. November 1988 als Wilson Loyanae Erupe) ist ein südkoreanischer Marathonläufer kenianischer Herkunft.
2011 siegte er beim Mombasa-Marathon. Bei seinem ersten Start im Ausland gewann er den Gyeongju International Marathon und verbesserte seinen persönlichen Rekord um mehr als dreieinhalb Minuten auf 2:09:23 h.
2012 gelang ihm beim Seoul International Marathon ein weiterer Leistungssprung. Mit 2:05:37 h stellte er einen Streckenrekord auf. Im selben Jahr wurde er bei einer Trainingskontrolle positiv auf EPO getestet und wegen Dopings für zwei Jahre gesperrt. Nach Ablauf seiner Dopingsperre gewann er 2015 erneut den Seoul International Marathon. Diesen Sieg wiederholte er auch 2016, dieses Mal in 2:05:13 h mit neuer persönlicher Bestleistung und Streckenrekord. Nach einem weiteren Sieg in Seoul 2018 wurde er im selben Jahr südkoreanischer Staatsbürger, nahm den Namen Oh Joo-han an und ist seit März 2019 für Südkorea international startberechtigt.